# Ватна дієта

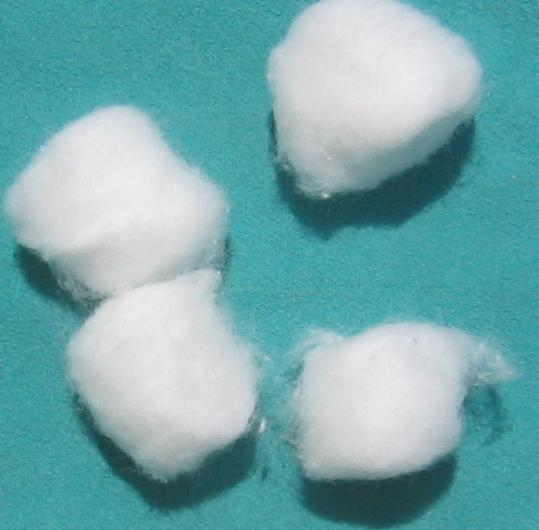
Ватні кульки

Дієта ватних кульок — модна дієта, яка передбачає споживання ватних кульок, змочених у рідині, наприклад соках або смузі. Бавовна призначена для того, щоб шлунок людини відчував себе ситим, не набираючи ваги. Дієту неодноразово засуджували як небезпечну.

## Ризики для здоров'я
Бавовна може спричинити блокування травної системи. Закупорка в кишечнику може призвести до зневоднення, кишкової непрохідності, що може спричинити загибель шлунково-кишкового тракту та пошкодження внутрішніх органів. Дієта також призведе до розладу харчування.
Дієта також може спричинити асфіксію, оскільки ватяні кульки неможливо розщепити, і їх потрібно з'їдати цілком. Більшість «ватних» кульок насправді виготовляються з вибіленого поліестеру, а не з бавовни і токсини в синтетичних інгредієнтах ватних кульок можуть накопичуватися з часом і спричиняти пошкодження органів.
Дієта вважається показником розладу харчування; розлади харчування також супроводжуються розладами настрою, такими як депресія.